# Polymera (Polymerodes) minutissima
Polymera (Polymerodes) minutissima is een tweevleugelige uit de familie steltmuggen (Limoniidae). De soort komt voor in het Neotropisch gebied.